# Liste der Monuments historiques in Plogastel-Saint-Germain
Die Liste der Monuments historiques in Plogastel-Saint-Germain führt die Monuments historiques in der französischen Gemeinde Plogastel-Saint-Germain auf.

## Liste der Bauwerke
| Bezeichnung                                  | Beschreibung | Standort | Kennzeichnung | Schutzstatus | Datum | Bild           |
| -------------------------------------------- | ------------ | -------- | ------------- | ------------ | ----- | -------------- |
| Kapelle St-Germain mit Calvaire und Beinhaus |              | (Lage)   | PA00090177    | Classé       | 1914  | weitere Bilder |
| Château du Hilguy                            | Schloss      | (Lage)   | PA00090178    | Inscrit      | 1926  | weitere Bilder |

## Liste der Objekte
- Monuments historiques (Objekte) in Plogastel-Saint-Germain in der Base Palissy des französischen Kultusministeriums